# Heinz Günthardt
Heinz Günthardt (n, 8 de febrero de 1959 en Zúrich, Suiza) es un jugador de tenis suizo. En su carrera ha conquistado 35 torneos ATP y su mejor posición en el ranking de individuales fue Nº22 en abril de 1986, en el de dobles fue N.º 3 en julio de 1985.

## Títulos (35; 5+30)

### Individuales (5)
| N.º | Fecha | Torneo                   | Superficie    | Oponente en la final | Resultado     |
| --- | ----- | ------------------------ | ------------- | -------------------- | ------------- |
| 1.  | 1978  | Springfield, U.S.        | Moqueta       | Harold Solomon       | 6–3, 3–6, 6–2 |
| 2.  | 1980  | Róterdam, Países Bajos   | Moqueta       | Gene Mayer           | 6–2, 6–4      |
| 3.  | 1980  | Johannesburgo, Sudáfrica | Dura          | Victor Amaya         | 6–4, 6–4      |
| 4.  | 1980  | Gstaad, Suiza            | Tierra batida | Kim Warwick          | 4–6, 6–4, 7–6 |
| 5.  | 1983  | Toulouse, Francia        | Dura (i)      | Pablo Arraya         | 6–0, 6–2      |

### Finalista (4)
| N.º | Fecha | Torneo                             | Superficie    | Oponente en la final | Resultado          |
| --- | ----- | ---------------------------------- | ------------- | -------------------- | ------------------ |
| 1.  | 1981  | Torneo de Amersfoort, Países Bajos | Tierra batida | Balázs Taróczy       | 6–3, 6–7, 6–4      |
| 2.  | 1982  | Zell Am See, Austria               | Tierra batida | José Luis Clerc      | 6–0, 3–6, 6–2, 6–1 |
| 3.  | 1983  | Stuttgart, Alemania                | Tierra batida | José Higueras        | 6–1, 6–1, 7–6      |
| 4.  | 1984  | Toulouse, Francia                  | Dura (i)      | Mark Dickson         | 7–6, 6–4           |

### Dobles (30)
| N.º | Fecha | Torneo                             | Superficie    | Pareja            | Oponentes en la final              | Resultado               |
| --- | ----- | ---------------------------------- | ------------- | ----------------- | ---------------------------------- | ----------------------- |
| 1.  | 1979  | Johannesburgo, Sudáfrica           | Dura          | Colin Dowdeswell  | Raymond Moore Ilie Năstase         | 6–3, 7–6                |
| 2.  | 1979  | Båstad, Suecia                     | Tierra batida | Bob Hewitt        | Mark Edmondson John Marks          | 6–2, 6–2                |
| 3.  | 1979  | Kitzbühel, Austria                 | Tierra batida | Željko Franulović | Dick Crealy Antonio Zugarelli      | 6–2, 6–4                |
| 4.  | 1980  | Múnich, Alemania                   | Tierra batida | Bob Hewitt        | David Carter Chris Lewis           | 7–6, 6–1                |
| 5.  | 1980  | Abierto de Suecia, Suecia          | Tierra batida | Markus Günthardt  | John Feaver Peter McNamara         | 6–4, 6–4                |
| 6.  | 1980  | Estocolmo, Suecia                  | Moqueta       | Paul McNamee      | Robert Lutz Stan Smith             | 6–7, 6–3, 6–2           |
| 7.  | 1981  | Masters de Monte Carlo, Mónaco     | Tierra batida | Balázs Taróczy    | Pavel Složil Tomáš Šmíd            | 6–3, 6–3                |
| 8.  | 1981  | Roland Garros, París               | Tierra batida | Balázs Taróczy    | Terry Moor Eliot Teltscher         | 6–2, 7–6, 6–3           |
| 9.  | 1981  | Gstaad, Suiza                      | Tierra batida | Markus Günthardt  | David Carter Paul Kronk            | 6–2, 6–7, 6–1           |
| 10. | 1981  | Torneo de Amersfoort, Países Bajos | Tierra batida | Balázs Taróczy    | Raymond Moore Andrew Pattison      | 6–0, 6–2                |
| 11. | 1981  | North Conway, Estados Unidos       | Tierra batida | Peter McNamara    | Pavel Složil Ferdi Taygan          | 7–5, 6–4                |
| 12. | 1981  | Asaw, Estados Unidos               | Tierra batida | Peter McNamara    | Robert Lutz Stan Smith             | 7–6, 3–6, 7–6, 5–7, 6–4 |
| 13. | 1981  | Ginebra, Suiza                     | Tierra batida | Balázs Taróczy    | Pavel Složil Tomáš Šmíd            | 6–4, 3–6, 6–2           |
| 14. | 1981  | Tokio, Japón                       | Tierra batida | Balázs Taróczy    | Larry Stefanki Robert Van't Hof    | 3–6, 6–2, 6–1           |
| 15. | 1982  | Masters Dobles, Londres            | Moqueta       | Balázs Taróczy    | Kevin Curren Steve Denton          | 6–7, 6–3, 7–5, 6–4      |
| 16. | 1982  | Milán, Italia                      | Moqueta       | Peter McNamara    | Mark Edmondson Sherwood Stewart    | 7–6, 7–6                |
| 17. | 1982  | Roma, Italia                       | Tierra batida | Balázs Taróczy    | Wojtek Fibak John Fitzgerald       | 6–4, 4–6, 6–3           |
| 18. | 1983  | Masters Dobles, Londres            | Moqueta       | Balázs Taróczy    | Brian Gottfried Raúl Ramírez       | 6–3, 7–5, 7–6           |
| 19. | 1983  | Bruselas, Bélgica                  | Moqueta       | Balázs Taróczy    | Hans Simonsson Mats Wilander       | 6–2, 6–4                |
| 20. | 1983  | Masters de Monte Carlo, Mónaco     | Tierra batida | Balázs Taróczy    | Henri Leconte Yannick Noah         | 6–2, 6–4                |
| 21. | 1983  | Madrid, España                     | Tierra batida | Pavel Složil      | Markus Günthardt Zoltan Kuharszky  | 6–3, 6–3                |
| 22. | 1983  | Hamburgo, Alemania                 | Tierra batida | Balázs Taróczy    | Mark Edmondson Brian Gottfried     | 6–1, 6–0                |
| 23. | 1983  | Hilversum, Países Bajos            | Tierra batida | Balázs Taróczy    | Jan Kodeš Tomáš Šmíd               | 3–6, 6–2, 6–3           |
| 24. | 1983  | Toulouse, Francia                  | Dura (i)      | Pavel Složil      | Bernard Mitton Butch Walts         | 5–7, 7–5, 6–4           |
| 25. | 1984  | Gstaad, Suiza                      | Tierra batida | Markus Günthardt  | Givaldo Barbosa Joao Soares        | 6–4, 3–6, 7–6           |
| 26. | 1985  | Indian Wells, Estados Unidos       | Dura          | Balázs Taróczy    | Ken Flach Robert Seguso            | 7–6, 7–5                |
| 27. | 1985  | Milán, Italia                      | Moqueta       | Anders Järryd     | Broderick Dyke Wally Masur         | 6–2, 6–1                |
| 28. | 1985  | Wimbledon, Londres                 | Hierba        | Balázs Taróczy    | Pat Cash John Fitzgerald           | 6–4, 6–3, 4–6, 6–3      |
| 29. | 1986  | Masters Dobles, Londres            | Moqueta       | Balázs Taróczy    | Paul Annacone Christo van Rensburg | 6–4, 1–6, 7–6, 6–7, 6–4 |
| 30. | 1986  | Kitzbühel, Austria                 | Tierra batida | Tomáš Šmíd        | Hans Gildemeister Andrés Gómez     | 4–6, 6–3, 7–6           |

### Finalista en dobles (29)
| N.º | Fecha | Torneo                             | Superficie    | Pareja           | Oponentes en la final            | Resultado          |
| --- | ----- | ---------------------------------- | ------------- | ---------------- | -------------------------------- | ------------------ |
| 1.  | 1978  | Masters de Canadá, Canadá          | Tierra batida | Colin Dowdeswell | Wojtek Fibak Tom Okker           | 6–3, 7–6           |
| 2.  | 1979  | Róterdam, Países Bajos             | Moqueta       | Bernard Mitton   | Peter Fleming John McEnroe       | 6–4, 6–4           |
| 3.  | 1979  | Masters de Canadá, Canadá          | Dura          | Bob Hewitt       | Peter Fleming John McEnroe       | 6–7, 7–6, 6–1      |
| 4.  | 1979  | Colonia, Alemania                  | Dura (i)      | Pavel Složil     | Gene Mayer Stan Smith            | 6–3, 6–4           |
| 5.  | 1980  | Denver, U.S.                       | Moqueta       | Wojtek Fibak     | Kevin Curren Steve Denton        | 7–5, 6–2           |
| 6.  | 1980  | Johannesburgo, Sudáfrica           | Dura          | Colin Dowdeswell | Bob Hewitt Frew McMillan         | 6–4, 6–3           |
| 7.  | 1980  | Masters de Canadá, Canadá          | Dura          | Sandy Mayer      | Bruce Manson Brian Teacher       | 6–3, 3–6, 6–4      |
| 8.  | 1980  | Ginebra, Suiza                     | Tierra batida | Markus Günthardt | Željko Franulović Balázs Taróczy | 6–4, 4–6, 6–4      |
| 9.  | 1980  | Viena, Austria                     | Dura (i)      | Pavel Složil     | Robert Lutz Stan Smith           | 6–1, 6–2           |
| 10. | 1980  | Johannesburgo, Sudáfrica           | Dura          | Paul McNamee     | Robert Lutz Stan Smith           | 6–7, 6–3, 6–4      |
| 11. | 1981  | US Open, Nueva York                | Dura          | Peter McNamara   | Peter Fleming John McEnroe       | DEF                |
| 12. | 1981  | Madrid, España                     | Tierra batida | Tomáš Šmíd       | Hans Gildemeister Andrés Gómez   | 6–4, 3–6, 6–3      |
| 13. | 1981  | Tokio, Japón                       | Moqueta       | Balázs Taróczy   | Victor Amaya Hank Pfister        | 6–4, 6–2           |
| 14. | 1982  | El Cairo, Egipto                   | Tierra batida | Markus Günthardt | Drew Gitlin Jim Gurfein          | 6–4, 7–5           |
| 15. | 1982  | Madrid, España                     | Tierra batida | Balázs Taróczy   | Pavel Složil Tomáš Šmíd          | 6–1, 3–6, 9–7      |
| 16. | 1982  | Gstaad, Suiza                      | Tierra batida | Markus Günthardt | Sandy Mayer Ferdi Taygan         | 6–2, 6–3           |
| 17. | 1982  | Torneo de Amersfoort, Países Bajos | Tierra batida | Balázs Taróczy   | Jan Kodeš Tomáš Šmíd             | 7–6, 6–4           |
| 18. | 1982  | Wembley, Inglaterra                | Moqueta       | Tomáš Šmíd       | Peter Fleming John McEnroe       | 7–6, 6–4           |
| 19. | 1983  | Múnich, Alemania                   | Moqueta       | Balázs Taróczy   | Kevin Curren Steve Denton        | 7–5, 2–6, 6–1      |
| 20. | 1983  | Bournemouth, Reino Unido           | Tierra batida | Balázs Taróczy   | Tomáš Šmíd Sherwood Stewart      | 7–6, 7–5           |
| 21. | 1984  | Memphis, Estados Unidos            | Moqueta       | Tomáš Šmíd       | Fritz Buehning Peter Fleming     | 7–5, 7–6           |
| 22. | 1984  | Hamburgo, Alemania                 | Tierra batida | Balázs Taróczy   | Stefan Edberg Anders Järryd      | 6–3, 6–1           |
| 23. | 1984  | Indianápolis, U.S.                 | Tierra batida | Balázs Taróczy   | Ken Flach Robert Seguso          | 7–6, 7–5           |
| 24. | 1984  | Viena, Austria                     | Dura (i)      | Balázs Taróczy   | Wojtek Fibak Sandy Mayer         | 6–4, 6–4           |
| 25. | 1985  | Masters Dobles, Londres            | Moqueta       | Balázs Taróczy   | Ken Flach Robert Seguso          | 6–3, 3–6, 6–3, 6–0 |
| 26. | 1985  | Hamburgo, Alemania                 | Tierra batida | Balázs Taróczy   | Hans Gildemeister Andrés Gómez   | 1–6, 7–6, 6–4      |
| 27. | 1988  | Niza, Francia                      | Tierra batida | Diego Nargiso    | Guy Forget Henri Leconte         | 4–6, 6–3, 6–4      |
| 28. | 1989  | Milán, Italia                      | Moqueta       | Balázs Taróczy   | Jakob Hlasek John McEnroe        | 6–3, 6–4           |
| 29. | 1989  | Niza, Francia                      | Tierra batida | Balázs Taróczy   | Ricki Osterthun Udo Riglewski    | 7–6, 6–7, 6–1      |